# Peter Haddon
Peter Haddon (31 de março de 1898 — 7 de setembro de 1962), nascido Peter Tildsley, foi um ator inglês, nascido em Rawtenstall, Lancashire, Inglaterra.
Durante a era do cinema mudo, Peter fez sua estreia atuando nos filmes Lizzie's Last Lap (1924) e The Clicking of Cuthbert (1924).